# Wake-on-LAN

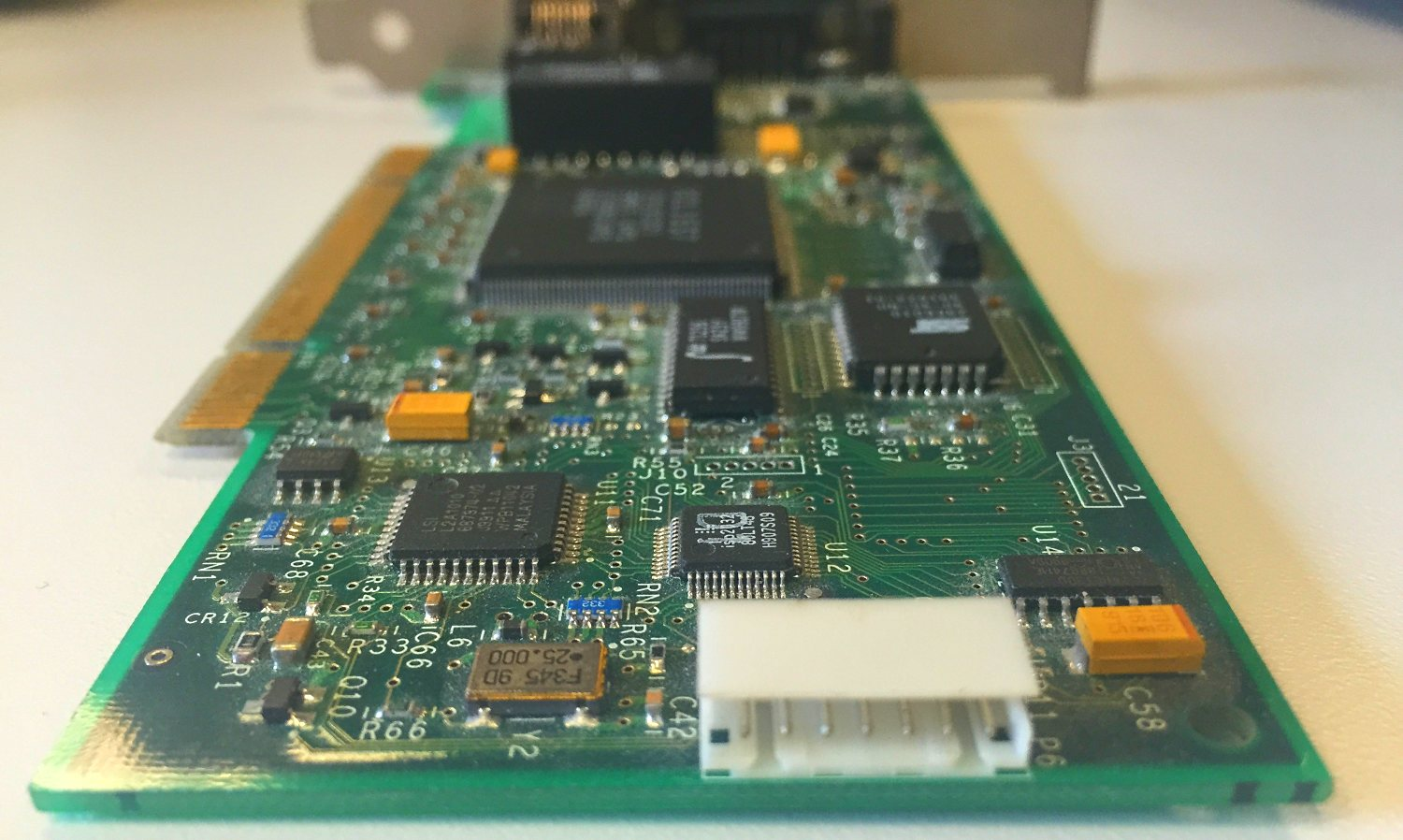
Connecteur Wake on LAN

Pour les articles homonymes, voir WoL et Wake.
Wake on LAN (WoL) est un standard des réseaux Ethernet qui permet à un ordinateur éteint d'être démarré à distance.

## Historique
AMD et Hewlett-Packard ont codéveloppé la technologie Magic Packet en 1995, les premiers ordinateurs avec une fonction Wake-on-LAN étaient des HP Vectra équipés de contrôleurs réseau AMD PCnet-PCI II.

## Détails techniques

### Matériel nécessaire

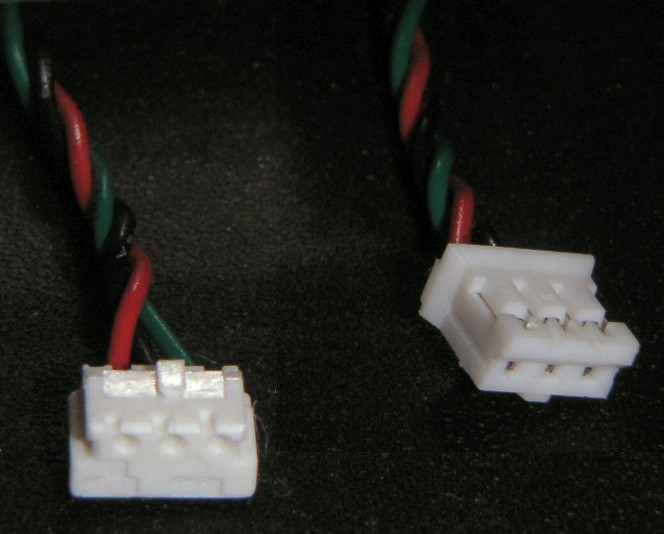
Câble Wake-on-LAN.

La prise en charge du Wake on LAN est implémentée dans la carte-mère de l'ordinateur. Celle-ci doit avoir un connecteur WAKEUP-LINK auquel est branchée la carte réseau via un câble spécial à 3 fils. Cependant, les systèmes respectant le standard couplés avec une carte réseau compatible PCI 2.2 ne nécessitent généralement pas de tels câbles, du fait que l'alimentation nécessaire est relayée par le bus PCI. La plupart des cartes-mères récentes intégrant un chipset réseau prennent aussi en charge le WoL.

### Fonctionnement
Le réveil est déclenché quand la carte Ethernet de l'ordinateur reçoit un paquet magique qui est une trame de données Ethernet contenant les octets FF FF FF FF FF FF suivis de seize répétitions de l'adresse MAC de la cible, puis d'un mot de passe (si nécessaire) de quatre ou six octets.

### Paquet magique
Le paquet magique est une trame réseau transmise sur le port 0 (historiquement le port le plus communément utilisé), 7 ou 9 (devenant les ports les plus utilisés). Il peut être envoyé via différents protocoles en mode non-connecté (comme UDP ou IPX) mais généralement c'est UDP qui est utilisé.
Il est possible de lancer un Wake-on-LAN à travers Internet, vers une machine située derrière un routeur NAT, mais ceci sous certaines conditions : le paquet magique doit être un paquet UDP, dont le port utilisé est redirigé vers l'adresse IP de la machine qui doit être réveillée. L'ordinateur étant éteint, il faut alors configurer de manière permanente l'association Adresse MAC/Adresse IP dans la table ARP du routeur (dans le cas contraire, cette association expire dans le routeur au bout de 5 minutes environ, et le paquet magique ne sera pas dirigé vers la machine). Certains routeurs permettent de réveiller une machine du réseau local à travers leur interface web ou via telnet.

## Logiciels et sites Web
(août 2015).
Il existe quelques programmes et sites web permettant d'exploiter cette fonctionnalité. Ci-dessous se trouve une liste non exhaustive de ces logiciels et sites web.

### Sites Web
Certains sites Web proposent de réveiller votre ordinateur en envoyant un Magic Packet en ligne, ce qui résout les problèmes de configuration du PC source :

- Depicus[3]
- Dipisoft[4]

### Scripts
- Wakeonlan - Script Perl qui permet l'éveil distant d'une machine ou d'un groupe de machines (package apt disponible pour Debian, tourne sur de nombreuses plateformes *nix, Linux, OS X, Windows)[5].

### Indépendants de la plate-forme
- HyperWRT - Firmware pour routeurs sans fil Linksys avec interface graphique WoL.
- DD-WRT - Firmware pour routeurs sans fil Linksys avec interface graphique WoL.
- Tomato - Firmware pour routeurs Linksys, Asus, Netgear avec interface graphique WoL.
- OpenWrt - Firmware pour routeurs.
- Patch open source pour max/msp  pour un support WoL pour Max/MSP

### Microsoft Windows
- c501 Wake On Lan est un logiciel simple et gratuit permettant le démarrage de machine à distance.
- Wake Up (Elguevel) - Outil de Wake On Lan écrit pour la plate-forme .NET.
- WakeOnLan (Dipisoft) - Gratuiciel français. Existe en version graphique et ligne de commande. Ne requiert pas .NET runtime.
- Intellipool Network Monitor (Intellipool AB) - Moniteur réseau et serveur permettant de programmer le démarrage à distance d'ordinateurs.
- WakeMeOnLan (NirSoft) - Permet aussi de réveiller des PC via le WAN (nécessite un Proxy-WoL sur le site distant, freebox ou celui de Green-IT-Software sur PC Linux ou Windows)

### macOS
- Apple Remote Desktop - Outil multifonction avec support WoL (payant)
- WakeOnLan - Application simple et gratuite

### iPhone
- iWol - Application disponible sur l'App-Store afin d'envoyer un paquet magique en Wi-Fi ou en 3G depuis l'iPhone.
- Wake - Application sur l'AppStore qui intègre un scanner réseau (en Wi-Fi) et permet l'envoi d'un paquet magique
- Mocha WOL - Application gratuite disponible sur l'App-Store qui permet d'envoyer un paquet magique depuis l'iPhone.
- Awake - Application gratuite très simple, ne demandant que l'adresse MAC du PC à réveiller, et ne fonctionnant qu'en réseau local, et en Wlan avec certains périphériques.

### Linux
- wakeonlan  - script Perl développé par José Pedro Oliveira (Paquet disponible dans la distribution Debian )
- c501 Wake On Lan Un logiciel simple et en français permettant le démarrage de machine à distance. (Paquet disponible pour Ubuntu/Debian et sources disponibles)
- gWakeOnLan Un outil avec une interface graphique GTK+ en français permettant de réveiller une ou plusieurs machines (package apt disponible pour Debian/Ubuntu)
- etherwake - Permet l'envoi d'un « paquet magique » de réveil à une ou plusieurs machines, possibilité de spécifier une interface, support de la fonction de mot de passe (package apt disponible pour Debian).

### Android
- Wake On Lan - Application gratuite disponible sur le Play Store afin d'envoyer un paquet magique en Wi-Fi ou en 3G depuis un Smartphone équipé d'Android.
- Splashtop 2 - Application gratuite disponible sur le Play Store qui permet d'accéder à un ordinateur et d'envoyer un paquet magique en Wi-Fi ou en 3G depuis un Smartphone équipé d'Android.

### Windows Phone
- Wake my PC - Application gratuite disponible sur le Windows Phone Marketplace permettant d'envoyer un paquet magique sur un réseau local en Wi-Fi, ou à travers internet (Wi-Fi, 3G).
- VoiceWake - Application gratuite qui permet d'allumer son PC à distance via 3G ou Wi-Fi, et qui en plus propose un service de commande vocale grâce à Cortana.